# My Friend (låt av Jacques Houdek)
My Friend (Min vän) är en engelsk- och italienskspråkig operapoplåt framförd av den kroatiske artisten Jacques Houdek. Den släpptes den 2 mars 2017 och var Kroatiens bidrag vid Eurovision Song Contest 2017 i Kiev i Ukraina. Sången var då det ditintills första musikbidraget i Eurovision Song Contest från Kroatien att delvis framföras på italienska. 
Sången är komponerad av Jacques Houdek, Siniša Reljić och den svenske musikproducenten Tony Malm. Texten är skriven av  Jacques Houdek, Arjana Kunštek, Fabrizio Laucella och Ines Prajo. Låten har av Houdek beskrivits som en hymn till vänskapen samt hyllning av livet och kärleken. I samband med låtens lansering annonserade Houdek samtidigt en ny kampanj i sociala medier kallad #beMyfriend.